# Fale delta

Fale delta

Fale delta – fale mózgowe o wysokiej amplitudzie i częstotliwości 1–4 Hz, które mogą być rejestrowane w elektroencefalografii (EEG) i zazwyczaj wiążą się ze snem wolnofalowym.
Fale delta występują najczęściej podczas fazy 4 NREM snu, stanowiąc 50% lub więcej zapisu EEG podczas tej fazy.

## Zmiany w trakcie życia
Analiza EEG noworodków w stanie czuwania wskazuje, że aktywność fal delta jest dominująca. W EEG w stanie czuwania u dzieci w 5 roku życia fale delta nadal występują często. 
Podczas dorastania aktywność fal delta we śnie wolnofalowym spada. Stwierdzono spadek o 25% pomiędzy 11. a 14. rokiem życia.

## Choroby
Duże ilości fal delta nie są częste u zdrowej populacji dorosłych w stanie czuwania. W wielu badaniach stwierdzono zwiększoną aktywność fali delta u dorosłych w stanach zatrucia lub delirium oraz u osób ze zdiagnozowaną demencją lub schizofrenią.